# Кафтанзогліо (стадіон)
Національний стадіон «Кафтанзогліо» (грец. Εθνικό Καυτανζόγλειο Στάδιο Θεσσαλονίκης) — футбольний стадіон у місті Салоніки, четверта за місткістю спортивна арена Греції.
Стадіон збудовано протягом 1956—1960 років коштом фонду Лісімаха Кафтанзоглу, звідси і його назва. Лісімах Кафтанзоглу — грецький дипломат, син одного з найвидатніших грецьких архітекторів Лісандроса Кафтанзоглу.
З 1982 року був найбільшим стадіоном країни, проте внаслідок реконструкції кількість глядацьких місць було зменшено. У 1973 році тут проходив фінал розіграшу Кубка володарів Кубків, у якому італійський «Мілан» з рахунком 1:0 переміг англійський «Лідс Юнайтед». З 1961 на Кафтанзогліо проводить свої домашні матчі футбольний клуб «Іракліс».